# ماتئو دی پیاتزا
ماتئو دی پیاتزا (انگلیسی: Matteo Di Piazza؛ زادهٔ ۱۵ مهٔ ۱۹۸۸) بازیکن فوتبال است.
از باشگاه‌هایی که در آن بازی کرده‌است می‌توان به باشگاه فوتبال کیه‌وو ورونا، باشگاه فوتبال پرو ورچلی، و باشگاه فوتبال لچه اشاره کرد.